# خط عرض 6° شمال
خط عرض 6° شمال هي إحدى دوائر العرض الجغرافية، وهي دوائر وهمية تحيط بالكرة الأرضية، وموازية لخط الاستواء، وتتميز هذه الدائرة بأن الأراضي الواقعة عليها تنتمي للمنطقة المدارية الحارة.

## حول العالم
يبدأ من خط الزوال الأولي ويتجه شرقا، خط عرض 6° شمال يمر عبر:
| الإحداثيات                         | البلد أو الإقليم أو البحر | ملاحظات |
| ---------------------------------- | ------------------------- | --- |
| 6°0′N 0°0′E / 6.000°N 0.000°E      | غانا                      | |
| 6°0′N 1°3′E / 6.000°N 1.050°E      | المحيط الأطلسي            | خليج بنين - مرورا بجنوب لومي, توغو |
| 6°0′N 4°53′E / 6.000°N 4.883°E     | نيجيريا                   | |
| 6°0′N 9°3′E / 6.000°N 9.050°E      | الكاميرون                 | |
| 6°0′N 14°26′E / 6.000°N 14.433°E   | جمهورية إفريقيا الوسطى    | |
| 6°0′N 26°46′E / 6.000°N 26.767°E   | جنوب السودان              | |
| 6°0′N 35°0′E / 6.000°N 35.000°E    | إثيوبيا                   | |
| 6°0′N 46°2′E / 6.000°N 46.033°E    | الصومال                   | |
| 6°0′N 48°57′E / 6.000°N 48.950°E   | المحيط الهندي             | |
| 6°0′N 73°4′E / 6.000°N 73.067°E    | جزر المالديف              | مرورا عبر شافياني أتول [لغات أخرى]‏ |
| 6°0′N 73°17′E / 6.000°N 73.283°E   | المحيط الهندي             | |
| 6°0′N 80°16′E / 6.000°N 80.267°E   | سريلانكا                  | |
| 6°0′N 80°46′E / 6.000°N 80.767°E   | المحيط الهندي             | مرورا بشمال جزيرة ويه, إندونيسيا |
| 6°0′N 100°20′E / 6.000°N 100.333°E | ماليزيا                   | |
| 6°0′N 101°6′E / 6.000°N 101.100°E  | تايلاند                   | |
| 6°0′N 101°58′E / 6.000°N 101.967°E | ماليزيا                   | |
| 6°0′N 102°26′E / 6.000°N 102.433°E | بحر الصين الجنوبي         | |
| 6°0′N 116°2′E / 6.000°N 116.033°E  | ماليزيا                   | صباح (ماليزيا) - جزر Pulau Gaya وبورنيو |
| 6°0′N 117°42′E / 6.000°N 117.700°E | Labuk Bay                 | |
| 6°0′N 117°55′E / 6.000°N 117.917°E | ماليزيا                   | صباح (ماليزيا) - جزيرة بورنيو |
| 6°0′N 118°2′E / 6.000°N 118.033°E  | بحر سولو                  | Passing between islands in the أرخبيل سولو, الفلبين |
| 6°0′N 120°53′E / 6.000°N 120.883°E | الفلبين                   | جزر Jolo والبنكنكيون |
| 6°0′N 121°41′E / 6.000°N 121.683°E | بحر سيليبس                | مرورا بجنوب the جزيرة Tongquil, الفلبين |
| 6°0′N 124°35′E / 6.000°N 124.583°E | الفلبين                   | جزيرة مينداناو |
| 6°0′N 125°7′E / 6.000°N 125.117°E  | Sarangani Bay             | |
| 6°0′N 125°17′E / 6.000°N 125.283°E | الفلبين                   | جزيرة مينداناو |
| 6°0′N 125°41′E / 6.000°N 125.683°E | المحيط الهادئ             | مرورا بشمال Namoluk atoll, ولايات ميكرونيسيا المتحدة · مرورا بشمال Ngatik atoll, ولايات ميكرونيسيا المتحدة · مرورا بجنوب Pingelap atoll, ولايات ميكرونيسيا المتحدة |
| 6°0′N 169°26′E / 6.000°N 169.433°E | جزر مارشال                | جالويت |
| 6°0′N 169°44′E / 6.000°N 169.733°E | المحيط الهادئ             | |
| 6°0′N 172°4′E / 6.000°N 172.067°E  | جزر مارشال                | Mili Atoll |
| 6°0′N 172°6′E / 6.000°N 172.100°E  | المحيط الهادئ             | مرورا بشمال جزر بالميرا المرجانية, جزر الولايات المتحدة الصغيرة النائية                                                                                            |
| 6°0′N 77°20′W / 6.000°N 77.333°W   | كولومبيا                  | |
| 6°0′N 67°25′W / 6.000°N 67.417°W   | فنزويلا                   | |
| 6°0′N 61°19′W / 6.000°N 61.317°W   | Disputed area             | Controlled by غيانا, تملكه فنزويلا |
| 6°0′N 58°34′W / 6.000°N 58.567°W   | غيانا                     | |
| 6°0′N 57°9′W / 6.000°N 57.150°W    | المحيط الأطلسي            | |
| 6°0′N 55°3′W / 6.000°N 55.050°W    | سورينام                   | Northernmost point - لحوالي 3 km |
| 6°0′N 55°1′W / 6.000°N 55.017°W    | المحيط الأطلسي            | |
| 6°0′N 10°12′W / 6.000°N 10.200°W   | ليبيريا                   | |
| 6°0′N 7°47′W / 6.000°N 7.783°W     | ساحل العاج                | |
| 6°0′N 3°5′W / 6.000°N 3.083°W      | غانا                      | |